# Being (KOTOKOの曲)
「being」（ビーイング）は、日本の女性歌手・KOTOKOによる楽曲。彼女の5作目のシングルとして、ジェネオンエンタテインメントより2006年3月23日に発売された。

## 概要
オリコン週間シングルチャートにて、自己最高となる初登場4位を記録した。初回限定盤と通常盤の2種類がリリースされ、初回限定盤には「being」のミュージック・ビデオを収録したDVDが同封されている。2曲とも、3rdアルバム『UZU-MAKI』に収録されている。ただし、「雪華の神話」はバージョン違いである。シングルの「being」、テレビアニメ『灼眼のシャナ』の後期オープニングテーマとして使われたテレビサイズの「being」、DVD特典の「being SHANAversion」とそれぞれイントロの異なる3バージョンが存在する。

## 制作
歌唱を担当したKOTOKOは当初、作詞のみを担当する予定だったが、タイアップ作品の『灼眼のシャナ』の小説10巻までを読んだ上で作曲も行いたいと自ら志願した。彼女によれば、「青空に雲のような白いラインが入っている、広い突き抜けるような」イメージを連想しながら作曲作業が行われたという。楽曲タイトルの「being」には「存在」という意味が込められており、歌詞にも「存在」という単語が登場する。また、本曲のミュージック・ビデオはフィルムを用いて一発撮りで撮影された。一方、カップリング曲の「雪華の神話」は季節が冬から春へと移り変わる様子をイメージして制作された楽曲となっている。

## 収録曲
1. being [4:47]
作詞・作曲：KOTOKO／編曲：高瀬一矢
  - 毎日放送系テレビアニメ『灼眼のシャナ』後期オープニングテーマ
  - パケットラジオ『KOTOKOのトコトコ探検記』オープニング・エンディングテーマ
2. 雪華の神話 [6:23]
作詞：KOTOKO／作曲・編曲：高瀬一矢
  - 「せっかのしんわ」と読む。オリジナルバージョンはこのシングルのみに収録。
3. being (instrumental)
4. 雪華の神話 (instrumental)
  - AIR-G'『KOTOKOノコト』2代目OP曲（06年4月〜）